# Sinularia compacta
Sinularia compacta is een zachte koraalsoort uit de familie Alcyoniidae. De koraalsoort komt uit het geslacht Sinularia. Sinularia compacta werd in 1970 voor het eerst wetenschappelijk beschreven door Tixier-Durivault. 